# Tyler Christopher (ator)
Tyler Christopher (Joliet, 11 de novembro de 1972 – San Diego, 31 de outubro de 2023) foi um ator estadunidense. Ficou conhecido por seus papéis como Nikolas Cassadine e Connor Bishop na novela General Hospital da ABC. Christopher tem a distinção de ser um dos poucos atores indicados em todas as três categorias de atuação do Daytime Emmy Awards: "Jovem Ator", "Ator Coadjuvante" e "Ator Principal".